# Chersotis curvispina
Chersotis curvispina är en fjärilsart som beskrevs av Charles Boursin 1961. Chersotis curvispina ingår i släktet Chersotis och familjen nattflyn. Inga underarter finns listade i Catalogue of Life.